# Georges Zourabichvili
Pour les autres membres de la famille, voir Famille Zourabichvili.
Pour les articles homonymes, voir Zourabichvili.
Georges Zourabichvili est un économiste et philosophe d'origine géorgienne, né le 3 octobre 1898 à Tiflis (Empire russe, aujourd'hui Tbilissi en Géorgie) et mort le 10 septembre 1944 à Bordeaux, France. Le récit de sa collaboration avec l'Allemagne nazie et de sa disparition obscure a été raconté par Emmanuel Carrère, son petit-fils, dans Un roman russe (2007).

## Biographie
Frère d'Artchil et Lévan Zourabichvili, il est le fils d'un homme politique de la République démocratique de Géorgie (1918- 1921), 
Ivane Zourabichvili (ka) (1871-1942), député de la Constituante 1920-1921, directeur des chemins de fer géorgiens, et de Nino Nikoladzé (1876-1959), elle-même fille de Niko Nikoladzé (en),.
Georges Zourabichvili obtient deux doctorats (en philosophie et en économie politique) à l'université de Heidelberg. À Paris, à son arrivée d'exil, il est chauffeur de taxi, puis s'occupe de la correspondance étrangère chez Vilmorin, puis est embauché chez Ford.
Il est le père de l'historienne Hélène Carrère d'Encausse et du compositeur Nicolas Zourabichvili. C'est donc le grand-père de l'écrivain Emmanuel Carrère, de l'animatrice de télévision et médecin Marina Carrère d'Encausse et du philosophe François Zourabichvili. Il est également l'oncle de Salomé Zourabichvili, fille de son frère Lévan et cinquième présidente de la Géorgie.
Dans Un roman russe, Emmanuel Carrère lève un tabou familial en donnant des détails sur son grand-père et sa disparition tragique :

« […] Mon grand-père maternel, Georges Zourabichvili, était un émigré géorgien, arrivé en France au début des années 20 après des études en Allemagne. […] Les deux dernières années de l’Occupation, à Bordeaux, il a travaillé comme interprète pour les Allemands. À la Libération, des inconnus sont venus l’arrêter chez lui et l’ont emmené. Ma mère avait 15 ans, mon oncle 8. Ils ne l’ont jamais revu. On n’a jamais retrouvé son corps. Il n’a jamais été déclaré mort. Aucune tombe ne porte son nom. Voici, c’est dit. Une fois dit, ce n’est pas grand-chose. Une tragédie, oui, mais une tragédie banale, que je peux sans difficulté évoquer en privé. Le problème est que ce n’est pas mon secret, mais celui de ma mère… »